# خندق محيطي

تتشكّل القشرة المحيطية عند أعراف منتصف المحيط، حيث تتعرض القشرة الأرضية لهبوط في الغلاف الموري بالخنادق.

تعدّ الخنادق المحيطية بمثابة منخفضات سطحية توجد بقاع المحيط وتتميز بأنها نصف كروية طويلة ولكنها ضيقة. كما أنها تعدّ أيضًا أعمق البقاع في قاع المحيط. وتعدّ الخنادق المحيطية ظاهرة بنيوية مميزة لحدود الصفائح التقاربية.و توجد أشهر الخنادق في المحيط الهادي.
وتتحرك الصفائح معًا على طول حدود الصفائح التقاربية من خلال معدلات مختلفة من مليمترات قليلة حتى عشرة سنتيمترات في العام. وتعدّ الخندق الموضع الذي يبدأ فيه هبوط بلاطي في النزول أسفل بلاطة قشرة أرضية أخرى. وتعدّ الخنادق موازية للجزر القوسية البركانية، وتبعد نحو 200 كـم (120 ميل) من القوس البركاني. وتمتد الخنادق المحيطية في الواقع نحو 3 الي 4 كم أسفل مستوى قاع البحر المحيط بها. وأكبر عمق محيطي قِيس بالموجات الصوتية هو تشالينجر ديب في خندق ماريانا بعمق يبلغ
10,911 م (35,797 قدم) أسفل سطح البحر. وتتحرك القشرة الأرضية المحيطية إلى داخل الخنادق بمعدل عالمي يبلغ {\displaystyle 3\,{\text{km}}^{2}/{\text{yr}}}.

## التوزيع الجغرافي

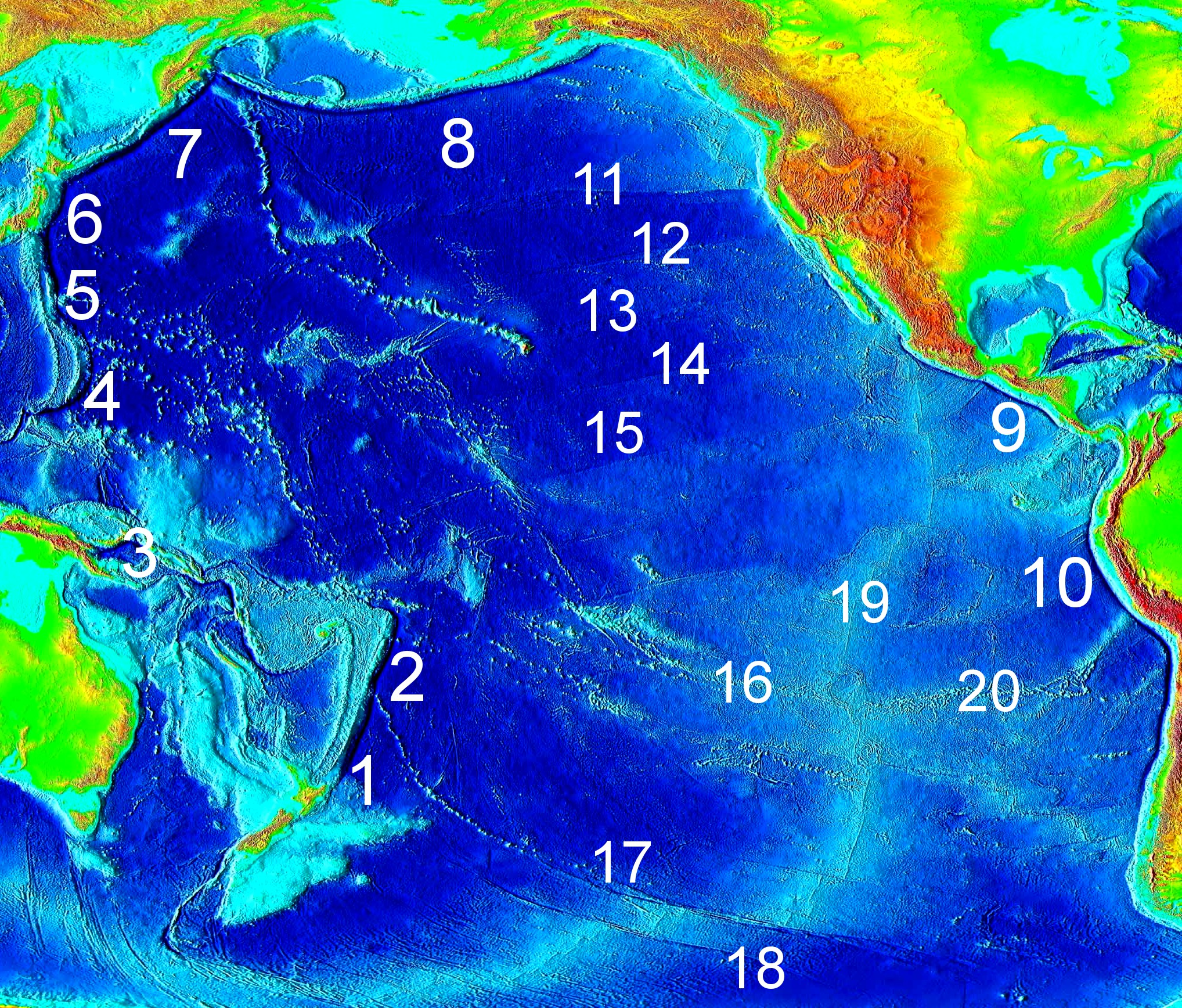
خنادق المحيط الهادئ الكبرى (1-10) ومناطق الشروخ (11-20):
1. كرماديك
2. تونجا
3. بوغانفيل
4. ماريانا
5. إيزو أوجاساوارا
7. كوريل-كامشتكا
8. الأليوتيان
9. أمريكا الوسطى
10. بيرو-تشيلي
11. ميندوسينو
12. موري
13. مولوكاي
14. كلاريون
15. كليبرتون
16. تشالنجر
17. إلتانين
18. أودينتسيف
19. أعراف شرق المحيط الهادئ (على شكل-S)
20. مرتفعات نازكا

يوجد نحو 50,000 كـم (31,000 ميل) من حواف الصفائح التقاربية، وغالبًا ما توجد حول المحيط الهادئ-وهو السبب في تسميتها بالحافة «المحيط الهادئ»-وتوجد أيضًا في المحيط الهندي الشرقي، حيث يوجد أجزاء من الحواف التقاربية القصيرة نسبيًا في المحيط الأطلسي وفي البحر الأبيض المتوسط. تكون الخنادق في بعض الأحيان مدفونة وفاقدة لنتوءات قاع المحيط، إلا أن البنية الأساسية التي تمثلها الخنادق تعني أن الاسم الكبير الدلالة ينبغي تطبيقه هنا أيضًا. وينطبق هذا على كاسكيديا،مكران، جزر الأنتيل الصغرى الجنوبية، وخنادق قلورية. تعدّ الخنادق بالإضافة إلى الأقواس البركانية ومناطق الزلازل التي تنحدر أسفل القوس البركاني بقدر عمق 700 كـم (430 ميل) علامة على حدود الصفيحة التقاربية ومظاهرها العميقة حيث تُشكّل مناطق هبوط. وترتبط الخنادق بمناطق التصادم القاري، إلا أنها متميزة عنها (مثل ما يوجد بين الهند وآسيا مما يشكّل الهيمالايا)، حيث تندرج القشرة القارية في منطقة الهبوط. وعندما تدخل قشرة قارية عائمة إلى خندق ما، يتوقف الهبوط وتصبح حافة الصفيحة التقاربية منطقة تصادم. كما ترتبط الظواهر المماثلة للخنادق بمناطق اصطدام، حيث تعدّ أخاديد محيطية عميقة ممتلئة بالرواسب تُعرف باسم أحواض الفورلاند المحيطية مثل ما يسير بالتوازي معها نهر الغانج ونهرا دجلة والفرات.

## تاريخ مصطلح «الخندق»
لم يتم وضع تعريف محدد للخنادق حتى أواخر الأربعينيات والخمسينيات. ولم يكن قياس الأعماق البحرية مبحثًا مهمًا بصورة حقيقية حتى أواخر القرن التاسع عشر وأوائل القرن العشرين، مع بدء وضع كابل التلغراف عبر الأطلسي بقاع المحيط بين القارات. وإلى ذلك الحين، لم يتم التعرف على نتوءات قاع المحيط الممتدة للخنادق حتى القرن العشرين. ولم يظهر مصطلح «خندق» في الكتاب الكلاسيكي لموري وهاجورت (1912) الذي يدور حول علم البحار. ولكنهما استعملا مصطلح «العمق» للتعبير عن المناطق العميقة الموجودة بالمحيط مثل تشالنجر ديب. وأدت تجارب أراضي معارك الحرب العالمية الأولى إلى استحسان مفهوم حرب الخنادق وهو ما يعني انخفاضًا طوليًا يطوّق حدودًا مهمة، فلم يكن مستغربًا الاعتماد على مصطلح «خندق» لوصف هذه المظاهر الطبيعية في فترة مبكرة من العشرينيات. استعمل سكوفيلد المصطلح للمرة الأولى في السياق الجيولوجي بعد عامين من انتهاء الحرب العالمية لوصف انخفاض منظم هيكليًا في جبال روكي. وفي عام 1923 استعمل جونستون في كتابه مقدمة في علم البحار مصطلح الخندق بالمعنى الحديث للدلالة على أي انخفاض طولي ملحوظ بقاع المحيط.